# Israelske arabere
Israelske arabere er den sædvanlige betegnelse på gruppen af arabere som har statsborgerskab i staten Israel. Andre betegnelser på denne minoritet er palæstinensiske israelere eller 1948-araberne som refererer til de civile arabere, som vendte tilbage efter at være flygtet fra den arabisk-israelske krig 1948.
I dag udgør israelske arabere omkring 17–18% af den israelske befolkning, dvs. i overkanten af én million mennesker. Sammensætningen af israelske arabere er:
- 80 % muslimer
- 11 % kristne
- 9 % drusere

Israelske arabere har officielt fulde statsborgerlige rettigheder med valgret til Knesset, hvor flere arabiske partier er repræsenteret. Alligevel oplever mange israelske arabere forskellige former for diskriminering. Diskriminationen er dokumenteret af det israelske Orr-panel, som blev nedsat af de israelske myndigheder efter drabet på 12 israelske arabere – angiveligt udført af politiet under et sammenstød i oktober 2000. Diskrimination er endvidere dokumenteret af det amerikanske udenrigsdepartement (i Israel and the occupied territories. Country Reports on Human Rights Practices 2005, se henvisning nedenfor). 
Israelsk lov giver de fleste israelske arabere frihed fra at aftjene værnepligt. Værnepligten gælder først og fremmest drusere og beduiner, men alle israelske arabere har mulighed for at melde sig frivilligt til tjeneste). Dersom man ikke gør tjeneste, går man imidlertid som israelske araber glip af de økonomiske og sociale goder, som er knyttet til aftjent værnepligt. Og de israelske arabere har generelt små chancer til at få job i private og offentlige virksomheder inden for sikkkerhedsrelaterede områder, da man stadig ikke stoler fuldt ud på arabere i Israel.